# Selevinia betpakdalaensis
El lirón del desierto (Selevinia betpakdalaensis) es una especie de roedor de la familia Gliridae endémica de Kazajistán. Es la única especie del género. Está adaptada a ambientes desérticos y esteparios, y posee una dieta basada en insectos, por lo que presenta unos molares muy reducidos.

## Descripción
Tienen un cuerpo redondeado, de entre 7,5 y 9,5 cm de longitud, y una larga cola cubierta de pelo, de 6 a 8 cm. Poseen cuatro dedos en las extremidades anteriores y cinco en las posteriores.
Presentan una característica bulla timpánica muy desarrollada. Los incisivos son acanalados y los adultos no poseen premolares, solo tres molares muy pequeños de corona muy simple. Los individuos juveniles poseen dos premolares superiores que pierden temprano.
| Dentición |
| --------- |
| 1.0.0.3   |
| 1.0.0.3   |

Como el resto de los glíridos actuales carece de ciego intestinal.
La muda del pelo es muy rápida, pero lo hace desprendiéndose de partes de la epidermis mientras el nuevo pelo crece por debajo.

## Alimentación y comportamiento
A diferencia de otros glíridos, se alimentan principalmente de insectos y arañas. Cavan pequeñas madrigueras, pero con temperaturas moderadas pueden simplemente cobijarse bajo arbustos o piedras. Son principalmente crepusculares y nocturnos y por debajo de 5 °C entran en estado de letargo.

## Distribución geográfica
Es  endémica de Kazajistán, aunque podría aparecer también en el noroeste de China. A pesar de poseer una área de distribución relativamente amplia, de más de cien mil kilómetros cuadrados, su población debe ser bastante reducida, pues se ha registrado en contadas ocasiones, únicamente se han observado unos 40 ejemplares en cerca de 30 localidades. Su hábitat puede estar disminuyendo por la explotación del arbusto Spiraeanthus.

## Filogenia
El ancestro más probable es Plioselevinia gromovi, del Plioceno, del que solo se conocen unos pocos restos fósiles de Weze 1, un yacimiento polaco con  fauna típica de ambientes de estepa. Presenta una mayor talla y dentición más robusta que la de Selevinia. De los lirones actuales el género más próximo filogenéticamente es Myomimus.

## Sistemática
En el pasado se incluyó el género Selevinia en la familia Muridae y en una familia propia, Seleviniidae, aunque ambas adscripciones se descartaron, integrándose definitivamente en la familia Gliridae. Sin embargo la posición de Selevinia dentro de Gliridae es aún controvertida: para unos autores debe incluirse en una subfamilia propia, Seleviniinae, y para otros estaría incluida en Leithiinae, relacionándola con Myomimus en ambos casos.
El nombre del género está dedicado al zoólogo ruso V. A. Selevin (1905-1938), y el del término específico procede de la estepa de Betpak-Dala.